# Lamarckiana
Lamarckiana es un género de insectos ortópteros de la subfamilia Porthetinae, familia Pamphagidae. Se distribuye en África.

## Especies
Las siguientes especies pertenecen al género Lamarckiana:
- Lamarckiana bolivariana (Saussure, 1887)
- Lamarckiana cucullata (Stoll, 1813)
- Lamarckiana nasuta (Saussure, 1887)
- Lamarckiana punctosa (Walker, 1870)
- Lamarckiana sparrmani (Stål, 1876)